# أندرو بيرسون
أندرو بيرسون (25 سبتمبر 1957 في المملكة المتحدة - ) (بالإنجليزية: Andrew Pearson)‏ هو لاعب كريكت بريطاني. لعب مع نادي مقاطعة بيدفوردشير للكريكت ‏.

## وصلات خارجية
- أندرو بيرسون على موقع إي آس بي آن كريك إنفو (الإنجليزية)